# Orbea pulchella
Orbea pulchella är en oleanderväxtart som först beskrevs av Francis Masson, och fick sitt nu gällande namn av Leslie Larry Charles Leach. Orbea pulchella ingår i släktet Orbea och familjen oleanderväxter. Inga underarter finns listade i Catalogue of Life.